# Mikael Söderberg

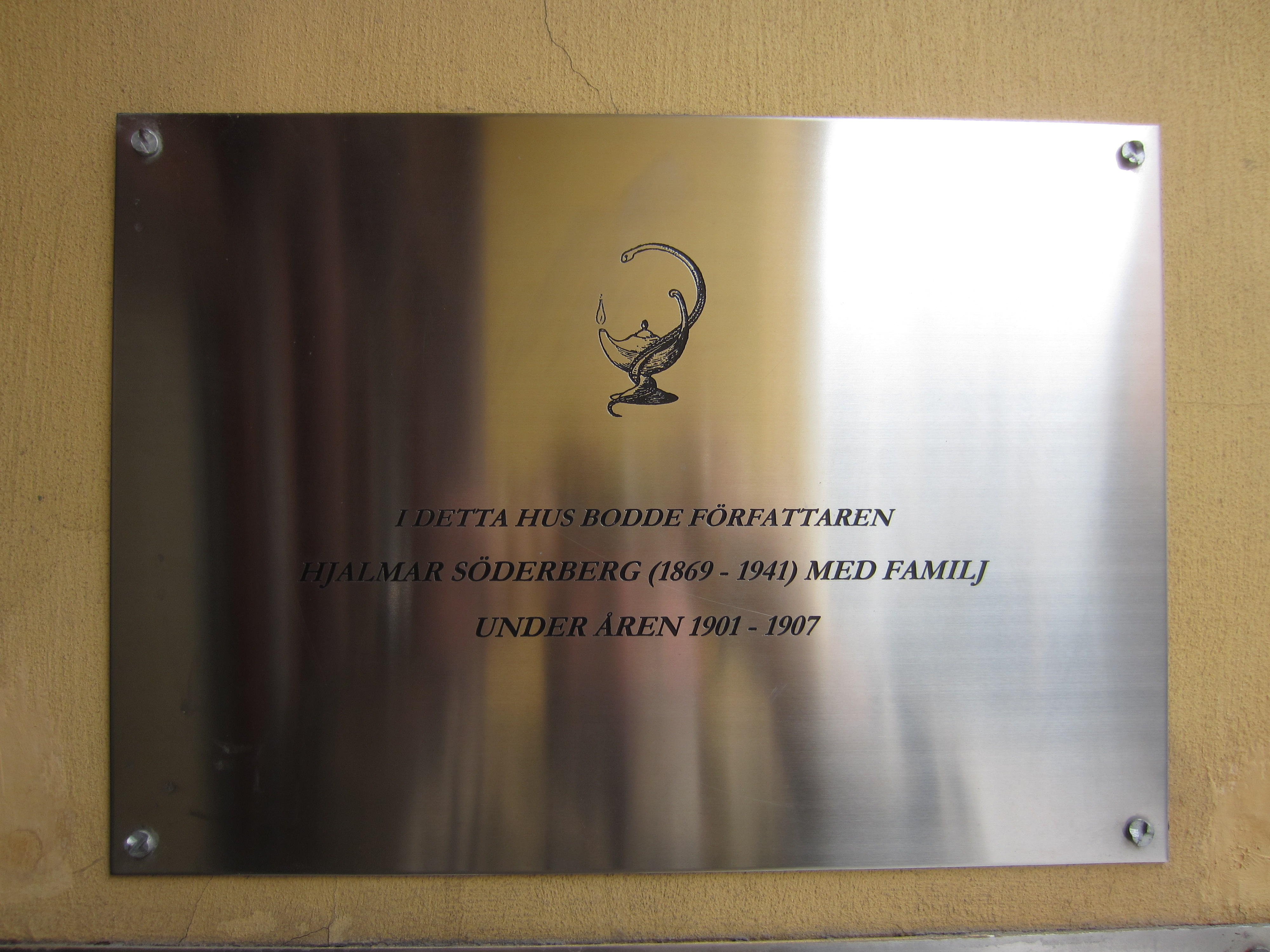
Plakett i porten vid Observatoriegatan 6. Familjen Söderberg bodde i fastigheten 1901–1907. Här föddes sonen Mikael Söderberg den 3 december 1903.

Mikael Söderberg, född 8 december 1903 i Adolf Fredriks församling i Stockholm, död 13 januari 1931 i Stockholm, var en svensk författare, bosatt i Stockholm. Han var son till Märta och Hjalmar Söderberg samt bror till Dora, Tom och halvbror till Betty.
Mikael Söderberg var från den 24 december 1927 och till sin död gift med Eugénie Söderberg, som år 1940 bosatte sig i USA. Hon var äldsta dotter till Alexander Riwkin samt syster till Anna Riwkin och Josef Riwkin.

## Biografi

### Barndom och uppväxt
På Mikael Söderbergs födelsehus med adress Observatoriegatan 6 i Stockholm finns en plakett där det står:
| ”                | I detta hus bodde författaren Hjalmar Söderberg (1869-1941) med familj under åren 1901-1907. | „ |
| – Plakett (2007) |                                                                                              |   |

I mars 1904 är det första gången, som Mikael Söderberg nämns i ett brev från Hjalmar Söderberg. Han skriver till systern Frida i Karlskrona: "Den nya gossen är frisk och duktig och ser rätt hygglig ut".
Modern Märtas fysiska och mentala tillstånd gjorde, att hon knappast orkade bry sig om barnen. De kom att tas om hand av en rad olika barnsköterskor, varav flera slutade efter en kort tid, då de inte stod ut med hennes lynnesutbrott. När Mikael var sex år anställdes Elisabeth Andersson, som skapade ordning i det kaos som rått i hemmet. Hon var 33 år då hon anställdes och blev kvar i familjens tjänst i 18 år. Hon var gladlynt och plikttrogen, kulturellt intresserad, socialist och ateist. Den som lyckades att övertala "Lisa", som hon kallades, att ta hand om barnen var Lisen Bonnier, hustru till Karl-Otto Bonnier, vilken var Hjalmar Söderbergs förläggare. Lisen Bonnier hjälpte också till att skaffa den lägenhet på Tyskbagargatan 9, där barnen kom att bo tillsammans med Elisabeth Andersson under hela sin uppväxttid. Hjalmar Söderberg hade också ett rum i lägenheten under sina vintersejourer i Stockholm.

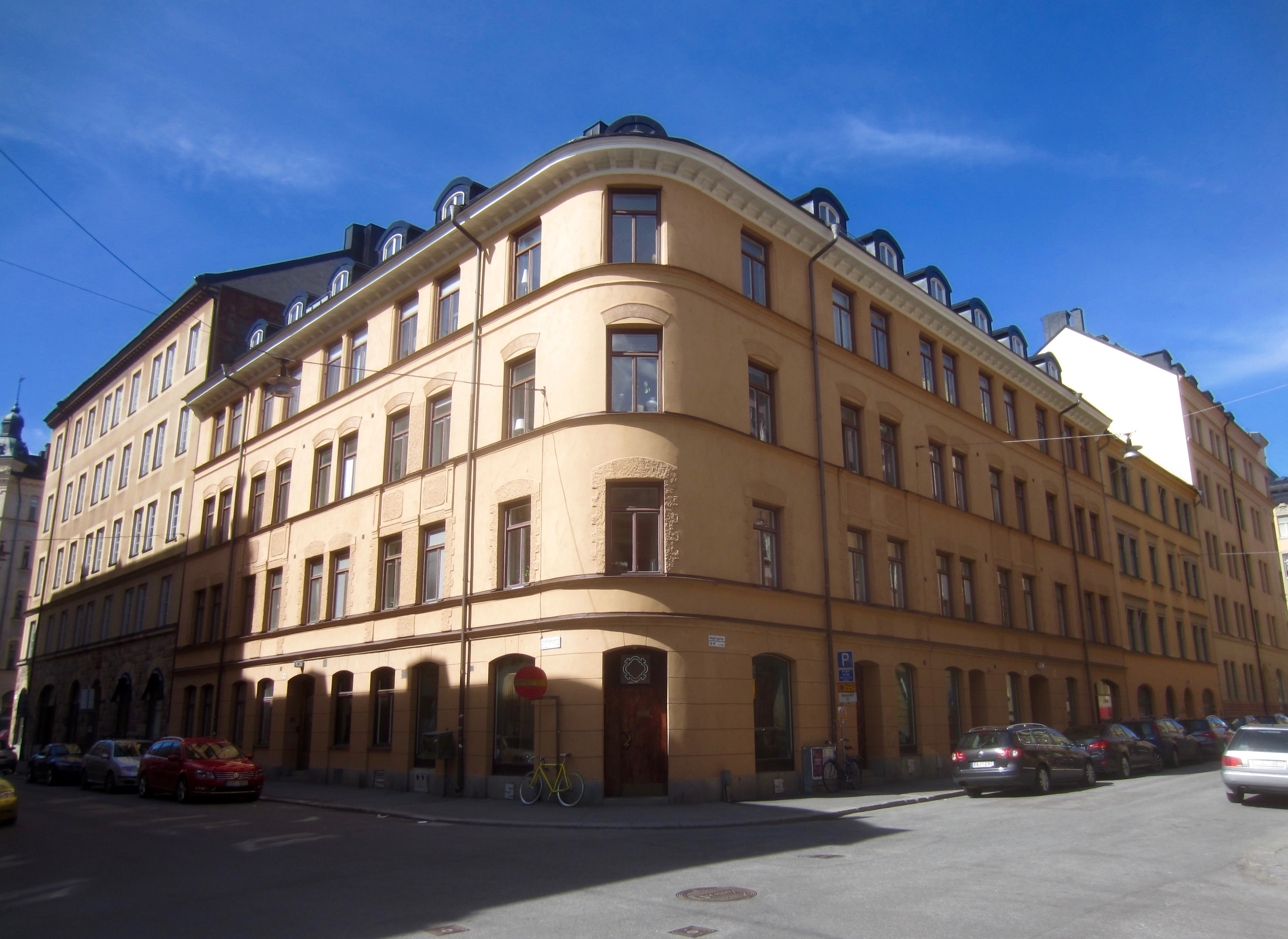
På Tyskbagargatan 9, 3 trappor, bodde Mikael Söderberg med familjen från 1907 och fram till 1927 då han flyttade till Baggensgatan 17 i Gamla stan.

Detta är bakgrunden till den fullmakt som Hjalmar Söderberg ger Elisabeth Andersson 1912. Fullmakten är utfärdad "för fröken Elisabeth Andersson att i min frånvaro träffa alla bestämmelser rörande mina i hennes vård anförtrodda barn och att, då finnes lämpligt, under hänvisning till det av doktor H. Fröderström utfärdade läkarintyg, förbjuda min hustru Märta Söderberg tillträde till barnens hem i Tyskbagargatan 9".
Hur mycket barnen Söderberg träffade sin mor efter detta är svårt att utläsa av några dokument, men det framgår av ett brev daterat 1917 från Frida Söderberg till Lisa Andersson, att de två äldsta barnen ibland måste följa med henne i samband med vårdhems- eller kurortsvistelse: "Har den lilla Dora eller Tom nu igen måst packa hennes sju väskor och följa henne till ännu en anhalt på den mödosamma vägen?" Somrarna tillbringade Lisa Andersson med barnen på hennes föräldrars gård i Sunhult i Småland, ett par mil söder om Tranås, där hennes far var bonde och läsarpredikant. Barnen Söderberg fick hjälpa till i jordbruket. Tack vare Elisabeth Andersson fick säkert Mikael efter sexårsåldern en någorlunda trygg uppväxt. Hjalmar Söderbergs syster Frida var till stor hjälp och hon brevväxlade flitigt med Lisa Andersson. Hon hjälpte också till med pengar och hon hyrde rum i närheten av Sunhult under sina sommarlov i Småland, dit hon reste från sin lärartjänst i Blekinge.

### Första anställningen
Hösten 1921 får Mikael Söderberg sitt första arbete i Nordiska Kompaniets bokhandel. I oktober 1922 skriver Mikael till sin far i Köpenhamn:
"Förlåt en felande yngling som aldrig skriver. Men jag har aldrig något att skriva om. Drottninggatans höstmarknad har blivit mycket lyckad. Synd att pappa inte kan se sitt lyckade porträtt i vårt skyltfönster. Fönstret föreställer en teater. På scenen uppträda de nu verksamma svenska författarna på så sätt att i en bok är nedstucken en karikerad bröstbild av författaren. I logerna sitta klassikerna och kastar föraktfulla blickar ner på scenen. Teckningarna har utförts av artisten Kåge. Jag minns inte om jag skrivit att jag fr.o.m. sep. har 150 kr/mån (först 100). Jag har löfte om 200 från nyåret. P.S. Vi avvaktar pappas pjäs med spänning i boklådan."
Det var pjäsen "Ödestimmen" han väntade på. I början av december 1922 fanns den för första gången i bokhandeln. Mikael skriver stolt: "Har läst pappas pjäs med minst sagt hänryckning. Bravo! Tack vare mig finns det inte mindre än 7 exemplar av pappas pjäs i skyltfönstret."

### En egen bostad och debut som författare
Efter 18 års anställning som husföreståndarinna tog Elisabeth Anderssons anställning slut 1927. Mikael Söderberg flyttade från Tyskbagargatan 9, där han hade bott sedan 1907, till sin första egna bostad i Gamla stan på Baggensgatan 17, 3 trappor. I ett brev till sin far Hjalmar Söderberg berättar han om sitt eget författande: "I nästa Bonniers veckotidning har jag en novell, "Den gröna stjärnan", som jag skall skicka. Jag tycker det hör till det bättre av det jag hittills har skrivit". Novellen finns återgiven i "Den främmande staden".

### Svårigheterna blir för stora
Mikael Söderberg hade en sensibel natur, hans far Hjalmar såg honom som en främling i världen. Livets svårigheter såg han till slut som alltför oöverkomliga och tog 13 januari 1931 sitt liv genom ett pistolskott genom tinningen. Han efterlämnade några handskrivna rader på skrivbordet: "Självmord. Ingen har på något sätt skulden. Endast jag själv har ansvaret för mitt förfelade liv."
Bo Bergman skrev i ett brev till Hjalmar Söderberg den 14 januari 1931: "Kära Hjalle. Tom ringde och meddelade mig den sorgliga underrättelsen. Jag har blott flyktigt träffat samman med Mikael på senare tid, han var säkert ganska ensam; men jag har ett vackert minne av hans person och hans talang, lika fina båda två. Du vet hur varmt Vera och jag deltaga i din och de dinas sorg. Med hjärtlig hälsning, Din gamle vän Bo." I en kommentar i boken Kära Hjalle Kära Bo från 1969 skriver Per Wästberg: "Mikael Söderberg var 27 år då han tog livet av sig. Han gifte sig på julafton 1927 med Eugenie Riwkin, numera bosatt i New York och författarinna.".

### Pappa Hjalmars brev
I sitt svarsbrev den 26 januari 1931 till Bo Bergman skrev Hjalmar Söderberg: "Kära Bo. Tack för dina vänliga rader. Mot ödet finns ju ingen appell. Hvad min stackars gosse hade kunnat bli, om ödet varit lite vänligare mot honom, eller om han haft en mindre otålig och impulsiv natur, det vet ingen.  Hans intelligens var ovanlig. Vid några samtal för en fem, sex år sen satte han mig så pass in i Einsteins teorier (som jag visserligen också hade läst en bok om) att jag kort efteråt fann Georg Brandes i ett par kröniker i Politiken resonnera litet väl barnsligt i detta ämne. Men hans litterära begåvning var, liksom min, av en sort som inte lätt leder till inbringande popularitet, och att han var min son, det hade han på sin korta bana blott skada och förtret av. Din vän Hj."

### "Drömmar och dagdrömmar" ges ut postumt
Mikael Söderbergs första bok, Den främmande staden, kom ut 1928 och den andra, Drömmar och dagdrömmar, gavs ut postumt 1931. K. Arne Blom berättar hela historien i Tidningen Boken: Om "en enastående talang" i ett kanske olyckligt äktenskap med en skrivande hustru.
Förordet till Drömmar och dagdrömmar skrev Hjalmar Söderberg i augusti 1931 från Köpenhamn: "Då min yngste son Mikael föddes en mörk decembermorgon 1903 var det inte någon lycklig värld han kom till. Föräldrarnas äktenskap var obotligt olyckligt, hemmet redan på väg mot upplösning. Händelsen ville att jag just den natten hade suttit och läst en tysk översättning av Tripitaka, "De tre korgarna", en samling av buddhismens heliga skrifter, och fäst min uppmärksamhet vid dessa ord i kapitlet "Om orsakskedjan": "Ur födelse uppstå ålderdom, död, smärta, lidande, sorg, förtvivlan." 
Ur detta lilla barns födelse, som då ägde rum, uppstod visserligen inte ålderdom men allt det övriga, i rikt mått. Han var en liten vacker gosse, med moderns fina drag. Som många begåvade barn var han i några avseenden sent utvecklad, i andra brådmogen. Fastän flitig och med stor ambition var han ingen framstående skolgosse; han hade sina egna tankar, som ofta hindrade honom från att följa undervisningen med den uppmärksamhet som krävs. Han var bara tretton år, då han sade till mig en kväll vid brasan: - Pappa, tänk om allting bara, är en dröm? Om ingenting är  v e r k l i g t? Och tillade han med en eftertanke som var åtskilliga år före hans ålder: - Men det vore ju detsamma ändå. Alldeles detsamma som om det vore verkligt. ...Han var en främling i världen och kände sig själv så."
I den lilla novellen "Vid Martin Bircks grav", som ingår i den postuma samlingen av Mikael Söderbergs texter, försäkrar berättaren att romangestalten i Hjalmars Söderbergs "Martin Bircks ungdom" verkligen har levt och att det bara är naturligt att han har en grav i verkligheten: "Han är mer verklig och levande än både du och jag, ja, mer än till och med Hjalmar Söderberg själv".

### Epilog
Söderbergsällskapet gav 2009 ut En främling i världen – om Mikael Söderberg och hans hustru Eugénie av Per-Olof Swartz och Mikael Söderbergs Samlade berättelser med förord av Per-Olof Swartz.